# ابنة نبتون (فلم)
ابنة نبتون (بالإنجليزية: Neptune's Daughter) هو فيلم موسيقي تم إنتاجه في الولايات المتحدة وصدر في سنة 1949.

## ترشيحات وجوائز
| السنة | الحدث  | الفئة      | النتيجة |
| ----- | ------ | ---------- | ------- |
|       | أوسكار | أفضل أغنية | فوز     |

## وصلات خارجية
- مقالات تستعمل روابط فنية بلا صلة مع ويكي بيانات

1. ↑  "معلومات عن ابنة نبتون (فيلم) على موقع themoviedb.org". themoviedb.org. مؤرشف من الأصل في 2014-09-15.
2. ↑  "معلومات عن ابنة نبتون (فيلم) على موقع ssl.ofdb.de". ssl.ofdb.de. مؤرشف من الأصل في 2020-10-21.
3. ↑  "معلومات عن ابنة نبتون (فيلم) على موقع collections.cinematheque.qc.ca". collections.cinematheque.qc.ca. مؤرشف من الأصل في 2020-10-21.